# 미뉴에트 (고양이)
미뉴에트(Minuet)는 페르시안 고양이와 먼치킨 고양이 품종의 잡종이다. 국제 고양이 협회(TICA)가 집고양이 잡종으로 분류하였는데, '두 개의 기존 집고양이 품종 간의 의도적인 교배에서 개발되었으며 두 부모 품종의 특성을 새로운 잡종에 통합했다.'는 것이다. TICA의 공식 표준에 따르면, 이 품종들은 미뉴에트를 만들기 위해 사용할 수 있는 유일한 허용 품종이다.
여기에는 미뉴에트×미뉴에트, 미뉴에트×먼치킨, 미뉴에트×페르시안 품종(페르시안, 히말라얀, 이그저틱 쇼트헤어 포함)의 조합이 포함된다. 미뉴에트는 장모와 단모 품종이 모두 존재한다.

## 특징
미뉴에트는 먼치킨의 특징인 짧은 다리를 물려받았는데, 먼치킨은 자연적으로 발생하는 유전적 돌연변이에 의해 다리가 짧다. 짧은 다리는 고양이의 민첩성을 방해하지 않는다. 그들은 쉽게 달리고, 뛰고, 놀 수 있다. 미뉴에트는 짧은 주둥이와 둥근 얼굴, 촘촘한 털을 가진 페르시안계 품종으로부터 물려받았다. 특히, 이들에게서 물려 받은 강한 뼈는 먼치킨과 달리 다리가 잘 지탱하도록 한다.

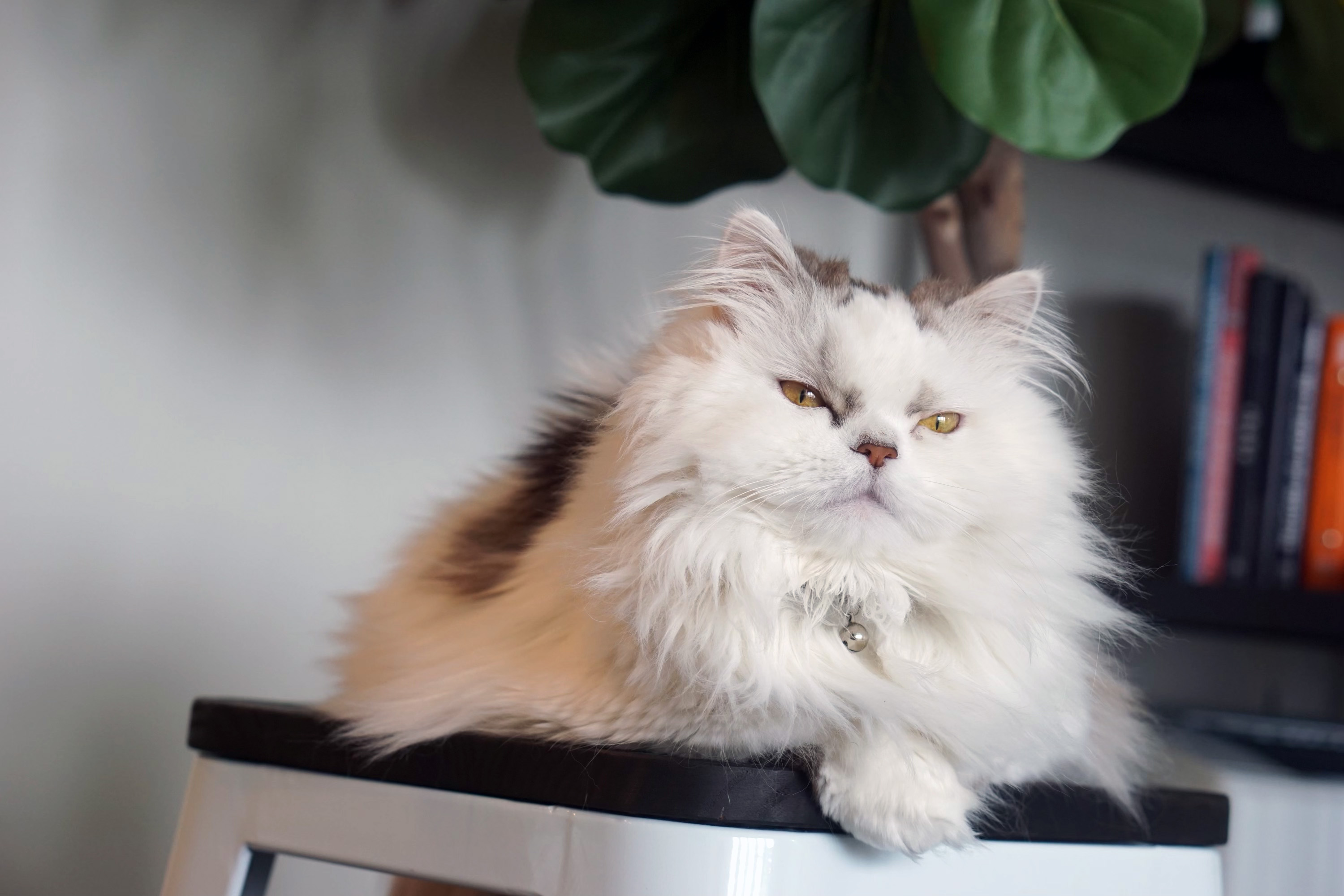
하얀 바탕에 검은 무늬가 있는 장모 미뉴에트

## 같이 보기
- 고양이의 품종 목록
- 오위히 밥
- 먼치킨 (고양이)
- 페르시안